# Bill O’Reilly

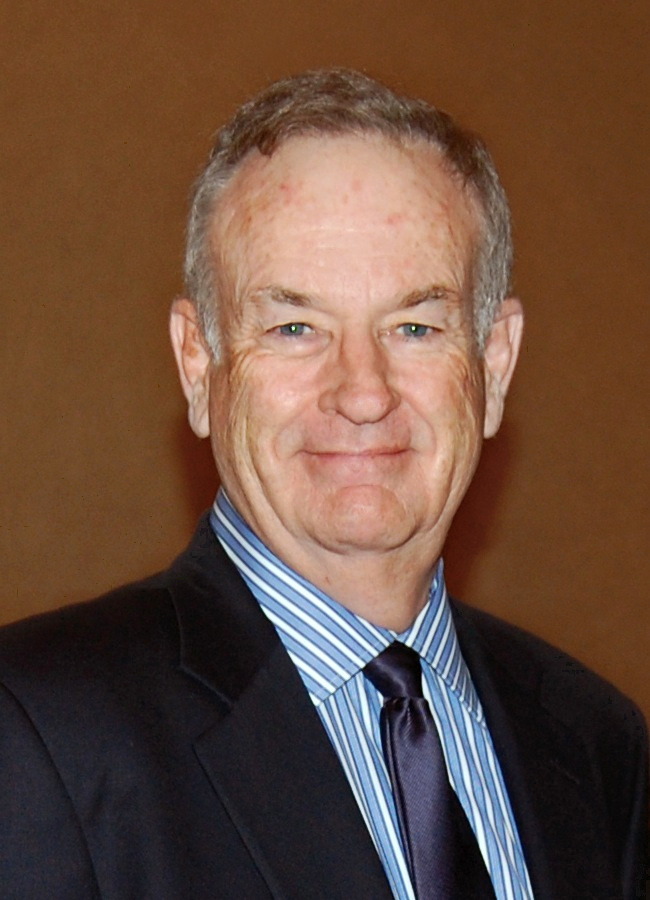
Bill O’Reilly (2010)

William James „Bill“ O’Reilly, Jr. [oʊˈɹaɪlɪ] (* 10. September 1949 in New York City) ist ein US-amerikanischer Fernsehmoderator. Von 1996 bis 2017 war er Moderator der US-amerikanischen Fernsehshow The O’Reilly Factor beim Fox News Channel. Darüber hinaus moderierte er die Radiosendung The Radio Factor, die landesweit bis 2009 an Talk-Radiosender verbreitet wurde. Als Autor schreibt er eine Zeitungskolumne und publizierte bislang mehr als ein Dutzend Bücher, darunter zahlreiche Bestseller.

## Werdegang
Seit 1973 studierte O’Reilly an der Boston University und erwarb einen Master of Arts in Radio- und Fernsehjournalismus. Ab September 1995 folgte ein Master of Public Administration an der Harvard Kennedy School.

## The O’Reilly Factor (Fox News Channel)
Bill O’Reilly moderierte mit The O’Reilly Factor jahrelang das Flaggschiff von „Fox News“ und eine der meistgesehenen Sendungen unter den US-Nachrichtensendern (CNN, Fox News, MSNBC, HLN). Die Sendung befasste sich vorwiegend mit Meinungen über aktuelle Themen; die Berichterstattung stand dabei eher im Hintergrund. Bestimmte Themen wurden wiederholt aufgegriffen. Das einstündige Format war in mehrere Segmente unterteilt, wobei O’Reilly die Sendung stets mit einem eigenen Kommentar begann. Zu den meisten Themen wurden ein bis zwei Gäste zugeschaltet, die mit O’Reilly oder einem weiteren Gast debattierten. Fox News bediente sich dabei einer Vielzahl wiederkehrender Experten, Kolumnisten und Politik-Veteranen. Die Sendung gehörte dabei nicht zur Nachrichten-Sparte des Senders, sondern wurde als „Meinungssendung“ deklariert.
Die Talkradio-Show The Radio Factor wurde mit O’Reilly von 2002 bis 2009 vom Fox News Radio produziert und via Westwood One US-weit verbreitet.

## Moderationsstil
Der Unterhaltungswert von O’Reilly Factor lebte stark vom selbstbewussten Interviewstil O’Reillys. Er versuchte häufig, seine Gäste durch Fangfragen bloßzustellen oder in eine ideologische Ecke zu drängen. Bei Interviewgästen mit gleichgesinnter Meinung versuchte O’Reilly, sich mit potenziellen Fragen der gegenläufigen Meinung zu profilieren. Wie in diesem Genre üblich, hob O’Reilly oftmals auch seine Stimme, um einen Punkt herüberzubringen. Im Gesamtbild wirkte die Sendung polarisierend. O’Reilly teilte die Welt in Gut und Böse ein, was Anhängern jeglicher politischer Lager einen hohen Unterhaltungswert bot.

## Einschaltquoten
Der Factor litt bis 2015 unter sinkenden Einschaltquoten und damit einhergehend unter einer immer älter werdenden Zuschauerschaft (das Durchschnittsalter seiner Zuschauer liegt laut Konkurrent MSNBC bei 71 Jahren); „Fox News“ bestätigte auch, dass die meisten seiner Zuschauer zur Kategorie „65plus“ gehören. Seit 2015 stiegen die Einschaltquoten wieder, was Beobachter auch auf die Parteinahme von O’Reilly und seinem Sender für Donald Trump zurückführten. Dennoch trennte sich Fox im April 2017 von O’Reilly.

## Podcast
Nach seiner Entlassung startete Bill O’Reilly einen Podcast mit mäßigem Erfolg und trat gelegentlich in Glenn Becks Radioshow auf.

## Typische/wiederkehrende Themen
- Status von Kinderschutzgesetzen in US-Bundesstaaten („Jessica’s Law“)
- „Krieg der Kulturen“ in den USA, betitelt als Linksliberalismus gegen Traditionalisten
- Irak-Krieg
- Kampf gegen den Terrorismus
- nationale Sicherheit und Beschneidung öffentlicher Freiheiten
- zweifelhafte Richtersprüche (insbesondere mit niedrig erscheinendem Strafmaß)
- illegale Einwanderer
- angebliche linke Meinungsmache in den gängigen US-Medien (insbesondere stellt O’Reilly die New York Times und NBC heraus)
- Stars und Sternchen in den Schlagzeilen und/oder juristischen Auseinandersetzungen

## Inhalte/Meinungen
Meistens vertritt O’Reilly Meinungen aus dem bürgerlich-konservativen Lager, wobei er sich oft als Vertreter für den kleinen Mann bezeichnet („I’m looking out for you“ oder „I am a simple man“ sind wiederkehrende Sätze).

### Einordnung ins US-politische Spektrum
O’Reilly bezeichnet sich selbst als politisch unabhängig (independent). Dennoch tendiert er zu konservativen Ansichten und nennt sich auch selbst als „fiscal conservative“. Wenige Wochen vor den „mid-term elections“ 2006 widmete er drei aufeinanderfolgende Sendungen einem Interview mit George W. Bush, was einer Nettosendezeit von zwei Stunden entspricht (seine einstündigen Sendungen haben abzüglich der Werbung eine Nettosendezeit von ca. 40 min).

### Konträre und populistische Meinung bei Randthemen
Gelegentlich vertrat er jedoch von der Bush-Regierung und der Republikanischen Partei abweichende Haltungen, doch dabei wurde ihm von seinen Gegnern oft rechtslastiger Populismus vorgeworfen. Unter anderem rief er „im Interesse des kleinen Mannes“ zu einem Boykott von ExxonMobil als Krisengewinner der ständig steigenden Öl- und damit auch der Benzinpreise auf, während die Energiekonzerne einer der wichtigsten Geldgeber der Republikaner sind und über den damaligen Vizepräsidenten Dick Cheney einen großen Einfluss auf die Politik der Regierung Bush hatten. In anderen Fragen, wie z. B. der Einwanderung, vertritt er simplifiziert anmutende und teilweise als rassistisch empfundene Positionen.

### Debatte über die Kultur der USA
Insbesondere thematisiert er den „Kampf der Kulturen“ eigener Prägung, den er in seinem permanent beworbenen Buch Culture Warrior darlegt. Besondere Energie verwendet O’Reilly in seiner Kritik an Personen, die er als „Secular Progressives“ bezeichnet. Unter diesem Begriff fasst er einen Personenkreis zusammen, der für ihm widerstrebende Werte steht: gleichgeschlechtliche Beziehungen, organisierte Förderung von Minderheiten (affirmative action, die er in der jetzigen Form ablehnt), aus O’Reillys Sicht unangemessene Einforderung von Bürgerrechten (insbesondere die Bürgerrechtsorganisation ACLU), Multilateralismus (O’Reilly steht den UN feindselig gegenüber), Sozialstaat.

### Christliche Feiertage
Er versucht, sein Publikum zu aktivieren und emotionalisieren, indem er über das berichtet, was er den Krieg gegen Weihnachten nennt (War On Christmas), und ruft zu einem Boykott von Firmen auf, die das Weihnachtsfest säkularisieren, etwa durch die Grußformel „Happy Holidays“ anstelle von „Merry Christmas“. Außerdem vertritt er die Meinung, dass der Vatikan antiamerikanisch ausgerichtet sei. Zum Teil reflektiert er damit erfolgreich Stimmungen in ausgewählten Bevölkerungsgruppen der USA.

### Krieg im Irak
Wie der gesamte Sender Fox-News vertritt O’Reilly außenpolitisch neokonservative Positionen. So befürwortet er eine aggressive „Krieg gegen den Terror“-Politik und eine interventionistische Außenpolitik und zählte so auch zu den entschiedensten Unterstützern des Irakkriegs von 2003. Im Zusammenhang mit diesem Krieg versprach O’Reilly am 18. März 2003: „Wenn die Amerikaner Saddam Hussein stürzen und er stellt sich als sauber heraus, er hat nichts (Anm.: keine Massenvernichtungswaffen), werde ich mich bei meiner Nation entschuldigen und der Regierung Bush nie wieder trauen.“ Später, am 10. Februar 2004, antwortete O’Reilly auf Nachfragen, sein Versprechen einzulösen, folgendermaßen: „Meine Analyse war falsch, und es tut mir leid. Ich habe mich geirrt. Ich bin damit sehr unzufrieden […] Ich stehe nun der Regierung Bush viel skeptischer gegenüber als damals.“ O’Reilly gab jedoch weiterhin unterstützende Kommentare zum Irakkrieg ab, auch wenn er die Ausführung des Krieges oft kritisierte. Er kritisierte die Washington Post wegen deren Kritik an Verbrechen von US-Soldaten im Irak als linksradikales Schmierblatt.
2012 erklärte O’Reilly während eines Interviews in der Fernsehsendung The Rumble mit Jon Stewart, dass der Irakkrieg ein Fehler gewesen sei. Er erklärte wörtlich: „Wir hätten nicht in den Irak gehen sollen. Nach Afghanistan jedoch mussten wir gehen.“

### Todesstrafe
Obwohl Bill O’Reilly des Öfteren angibt, er sei ein vehementer Gegner der Todesstrafe, fügt er öfter hinzu, er sei dies hauptsächlich, weil ihm eine Hinrichtung in manchen Fällen zu human erscheint. Stattdessen bevorzugt er, Häftlinge, die des Mordes, des Terrorismus oder des Drogenhandels schuldig gesprochen wurden, in Arbeitslagern in Alaska bei Wasser und Brot schwere Arbeiten verrichten zu lassen. Arbeitsverweigerungen will er nach seinen Vorstellungen mit Nahrungsentzug oder Einzelhaft sanktionieren.

### Verwertung von Nischenthemen
Obwohl offiziell eine politische Sendung gehobenen Anspruches, nehmen auch weniger seriöse Themen, wie Gewaltverbrechen und die „Reichen und Berühmten“, oft einen großen Teil der Sendezeit ein. Nach eigener Aussage überlässt O’Reilly gängige Nachrichtenthemen ohne Reizwirkung den traditionellen Programmen.

### Intelligent Design
Anlässlich eines Interviews mit dem Evolutionsbiologen Richard Dawkins nannte er dessen Forderung, kreationistische Ideen im staatlichen Biologieunterricht nicht zuzulassen, Faschismus.

### Krankenversicherungspflicht
Bill O’Reilly betrachtet die durch den Patient Protection and Affordable Care Act unter Präsident Barack Obama eingeführte Krankenversicherungspflicht als ein „sozialistisches“ Instrument und argumentiert, die Versicherungspflicht könne die Schaffung neuer Arbeitsplätze behindern. An anderer Stelle hat O’Reilly einzelne Aspekte der Gesundheitsreform positiv gewürdigt.

### Nelson Mandela
Den verstorbenen südafrikanischen Freiheitskämpfer und Präsidenten Nelson Mandela bezeichnete O’Reilly in einem Nachruf als Kommunisten.

### Abtreibung
Bill O’Reilly – obschon er kein generelles Verbot von Abtreibungen befürwortet – steht Abtreibungen generell kritisch gegenüber und unterstützte einige abtreibungsbeschränkende Maßnahmen. So unterstützte er die California Proposition 73, eine Gesetzesvorlage, die für Abtreibungen bei minderjährigen Mädchen eine vorherige elterliche Zustimmung vorgeschrieben hätte. O’Reilly ist ebenfalls ein entschiedener Unterstützer eines Verbots von sogenannten Teilgeburtsabtreibungen – einer Form von Abtreibungen für Föten der späten Schwangerschaft, bei der der Fötus mit einer Zange aus dem Gebärmutterhalskanal gezogen und dabei mittels eines chirurgischen Instruments ein Loch in den Hinterkopf gestoßen bekommt, durch das über einen Katheter das Hirn abgesaugt wird. Diese Form der Abtreibung wurde in den USA durch den 2003 erlassenen Partial-Birth Abortion Ban Act für Föten im 2. und 3. Trimester verboten.

## Kritik und Kontroversen
O’Reilly steht im Mittelpunkt vieler Kontroversen. O’Reilly, seine Sendung und Fox News werden oft dafür kritisiert, dem eigenen Anspruch und Untertitel der Sendung (The No-Spin Zone) nicht gerecht zu werden. „The No-Spin-Zone“ könnte man mit Tacheles-Bereich übersetzen. Der Name bezieht sich auf O’Reillys Anspruch, Politikern kein nichtssagendes Geschwafel durchgehen zu lassen. („Answer the question. Yes or no?“)

### Rechtslastige Experten
Wie bei anderen Sendungen von „Fox News“ wird oft kritisiert, dass in O’Reillys Sendung überwiegend Politiker und Medienvertreter des rechten Spektrums eingeladen wurden.

### Faktische Fehler
Wiederholt wurden auch Zweifel an der faktischen Genauigkeit von O’Reillys Sendungen geäußert, und mehrere Websites(welche?) verwiesen auf Unrichtigkeiten, die oft als Manipulationen empfunden wurden. Die ausschließlich auf konservativen Spin ausgerichtete Website Media Matters berichtete regelmäßig über parteiliche Darstellungen und Unrichtigkeiten von „Fox News Channel“ und des O’Reilly Factor. O’Reilly verwahrte sich dagegen und warf Media Matters eine Schmutzkampagne vor, jedoch schlug er alle Angebote seitens Media Matters aus, Mitarbeiter in die Sendung kommen zu lassen, um die Vorwürfe zu diskutieren.
2015, kurz nachdem der liberale Nachrichten-Anchor Brian Williams eingestehen musste, seine Erlebnisse als Irak-Kriegsberichtserstatter im Nachhinein dramatisiert zu haben, veröffentlichte die ebenfalls linksliberale Zeitschrift Mother Jones einige Ungereimtheiten bezüglich O’Reillys Erinnerungen an den Falklandkrieg 1982. Auch einzelne Schilderungen seiner Erlebnisse in anderen (Bürger-)Kriegen gelten als übertrieben.

### Behauptete Bedrohung durch Terroristen
O’Reillys Aussage, er stehe auf den Todeslisten der Al-Qaida, rief einigen Spott hervor. Es wurde darauf verwiesen, dass sich weder ein Anti-Terror-Experte noch ein Kollege aus dem eigenen Sender finden ließ, der diese Aussage bestätigen konnte. Es kamen zwar FBI-Agenten zu „Fox News“, der Grund war jedoch die Entführung von zwei Reportern des Senders im Irak.

### Moderationsstil
In der Kritik steht ferner O’Reillys Mangel an Zurückhaltung in Wortwahl und Darstellung. So wurde z. B. Hillary Clinton in einem Vorschau-Clip neben einer Abbildung des Teufels dargestellt. Ferner schlug er vor („ironisch“, wie er später erklärte), Al-Qaida solle einen Anschlag auf den Coit Tower in San Francisco ausüben, und jegliche nationale Unterstützung solle dann ausbleiben; Grund für O’Reillys Zorn war ein Referendum in San Francisco, das dem Militär die Rekrutierung an öffentlichen High Schools und Colleges untersagte. Weil NBC News und MSNBC vorsichtige Kritik an der Politik der Bush-Regierung übten, behauptete O’Reilly, NBC (sein früherer Arbeitgeber) wünsche eine Niederlage im Irak. O’Reilly behauptete auch, dass der minderjährige Shawn Hornbeck, der entführt und mutmaßlich sexuell missbraucht wurde, in den vier Jahren seiner unfreiwilligen Gefangenschaft keinen Versuch unternommen habe, zu fliehen, weil er das Leben mit Fernsehen und Computerspielen und ohne Schulbesuche dem Leben bei seinen leiblichen Eltern bevorzugte (und dass es das sogenannte Stockholm-Syndrom nicht gebe).
Gelegentlich, wenn Gäste konträre Meinungen vertraten, wurde O’Reilly unbeherrscht und ausgesprochen laut oder ließ ihnen in wenigen Fällen auch das Mikrofon abschalten. Dabei griff er gern zu einem „Shut up“, das er in zehn Jahren bis zu 200 Mal verwendet hat (Quelle: Jack Shafer von Slate.com), wobei nicht unerwähnt bleiben sollte, dass im Englischen die Floskel „Ahh, shut up“ auch sinngemäß „Ach hör auf, das glaubt dir doch keiner“ bedeuten kann. Abgeschaltete Mikrofone hatten in seinen Sendungen schon eine gewisse „Tradition“. U. a. ließ er in seiner Radiosendung The Radio Factor das Mikro seiner Co-Moderatorin Lis Wiehl abschalten, nachdem er sie missverstanden hatte, in O’Reilly Factor ließ er der regelmäßig bei „Fox News“ auftretenden Journalistin und Hochschullehrerin Jane Hall das Mikrofon abdrehen, als sie ihm Einseitigkeit in der Bewertung hasserfüllter Einträge in Blogs vorwarf.

### Jähzorn
O’Reilly ist für seinen Jähzorn „berühmt“-berüchtigt (siehe unter Moderationsstil). Für reichlich Spott sorgte eine jahrzehntealte Aufnahme aus den Zeiten, als er bei NBCs Inside Edition täglich über Klatsch und Tratsch berichtete. Als es Probleme mit dem Text auf dem Teleprompter gab, verlor O’Reilly komplett die Beherrschung und schrie seine Kollegen derart an, dass im US-TV einige Worte nicht wiedergegeben werden konnten. Nachdem der kanadische Musikproduzent deadmau5 diesen Fernsehausschnitt zu einem Song gemacht und ihn weltweit live gespielt hatte, erlangte das dazugehörige YouTube-Video weltweit Millionen Views.

### Widersacher Al Franken
Al Franken, der ehemalige „Saturday Night Live“-Komödiant und ehemalige Senator von Minnesota, wies in seiner Sendung auf „The Sundance Channel“ anhand des Originalinterviews von ABC und eines Beitrags von O’Reilly Factor nach, dass ein Interview mit dem demokratischen Senator Joe Biden geschnitten und dessen Inhalt offenbar bewusst falsch wiedergegeben worden war.
Franken, der sich viele weitere Auseinandersetzungen mit O’Reilly lieferte, deckte auch mehrere unrichtige Aussagen in dessen Biographie auf. Bill O’Reilly, nach eigener Aussage ein Wähler ohne Bindung an eine Partei (independent) in der „politischen Mitte“ („a centrist“), kreuzte in seiner Registrierung als Wähler „Republikaner“ an. Als dies bekannt wurde, änderte er sie und behauptete nun, es sei keine Eintragung als Unabhängiger möglich gewesen. Al Franken konnte seine Aussagen jedoch durch den Besitz einer Kopie von O’Reillys Wählerregistrierung belegen. O’Reilly schmückt sich gern damit, aus der „Arbeiterschaft“ zu kommen und durch „harte Arbeit“ zu einer prominenten Medienpersönlichkeit geworden zu sein. Wie Al Franken nachwies, besuchte O’Reilly jedoch eine private High School und wuchs in einer „besseren Gegend“ auf. Zu den vielen fehlerhaften Aussagen seiner Biographie gehören auch die vermeintlichen beiden Peabodies für seine Tätigkeit als Moderator von NBCs Boulevardmagazin Inside Edition. Tatsächlich erhielt Inside Edition einen (etwas weniger renommierten) Polk Award – ein Jahr nachdem O’Reilly aufgehört hatte, für die Sendung zu arbeiten.
O’Reilly nennt Franken in seinen Sendungen nie beim Namen, sondern nur Stuart Smelly – nach seiner erfolgreichsten und bekanntesten Rolle bei Saturday Night Live. Wirtschaftliche Turbulenzen beim linksliberalen „Air America Radio“, wo Al Franken eine Talkshow moderierte (The O’Franken Factor, The Al Franken Show), vermeldete O’Reilly stets sehr genüsslich. O’Reilly möchte Franken auch zu gern „erledigen“. Er prahlte damit gegenüber Mitarbeitern des O’Reilly Factor. Dieses Detail kam zutage, als er 2004 wegen sexueller Belästigung einer Mitarbeiterin verklagt wurde, die O’Reillys telefonisch geschilderte Phantasien aufnahm und der Anklagebehörde übergab. Er drohte ihr darin, sie dank seines Einflusses bis ins Weiße Haus hinein zu „erledigen“, so wie er auch Al Franken „erledigen“ werde.

### The Colbert Report – eine Parodie
O’Reillys Stil wurde von Stephen Colbert in der satirischen Nachrichten-/Meinungsshow „The Colbert Report“ auf Comedy Central parodiert, in der Colbert sich in ironischem Respekt zuweilen auf „papa bear“ O’Reilly bezog.

### Falscher „schwedischer Sicherheitsberater“
US-Präsident Donald Trump sprach am 18. Februar 2017 in einer Rede von einem angeblichen Ereignis in Schweden, das zeige, dass das Land die Flüchtlingskrise nicht bewältigen könne. In Schweden hatte es kein derartiges Ereignis gegeben. Die schwedische Botschaft in Washington bat um eine Erklärung des Weißen Hauses zu der Behauptung. O’Reilly nahm die Debatte zum Anlass, einen Mann in seiner Show zu interviewen, der als „Nils Bildt, Swedish defense and national security advisor“ vorgestellt wurde. Dieser bestätigte Trumps Darstellung zur Situation in Schweden. Johan Wiktorin, ehemaliger Berater des schwedischen militärischen Sicherheitsdienstes MUST sagte, er habe nie von einem Mann namens Nils Bildt gehört, dieser sei in Schweden unbekannt. Recherchen von Dagens Nyheter ergaben, dass Nils Bildt früher Nils Tolling hieß, 1994 von Schweden in die USA auswanderte, dort diverse Firmen anmeldete, vorbestraft ist und mit schwedischen Sicherheitskreisen nie etwas zu tun hatte.

### Sexuelle Belästigung
Anfang April 2017 berichtete die New York Times, dass „Fox News“ und O’Reilly Schweigegeld in Höhe von 13 Mio. US-Dollar an fünf Frauen gezahlt haben, die ihm sexuelle Belästigung vorgeworfen hatten. Die 21st Century Fox, Mutterkonzern des „Fox News Channel“, gab daraufhin am 19. April 2017 die Trennung von O’Reilly bekannt. O’Reilly gab später an, er sehe sich als Opfer einer liberalen Verleumdungskampagne, und kündigte im September 2017 an, Beweise für seine Unschuld vorlegen zu können; diese blieb er bislang schuldig.

## Publikationen
- Those Who Trespass. Bancroft Press, 1998, ISBN 0-9631246-8-4.
- The O’Reilly Factor: The Good, the Bad, and the Completely Ridiculous in American Life. Broadway Books, 2000, ISBN 0-7679-0528-8 (Platz 1 auf der New York Times-Sachbuchliste).
- The No Spin Zone. Broadway Books, 2001, ISBN 0-7679-0848-1 (Platz 1 auf der New York Times-Sachbuchliste).
- Who’s Looking Out For You? Broadway Books, 2003, ISBN 0-7679-1379-5 (Platz 1 auf der New York Times-Sachbuchliste).
- mit Charles Flowers: The O’Reilly Factor For Kids: A Survival Guide for America’s Families. Harper Entertainment, 2004, ISBN 0-06-054424-4.
- Culture Warrior. Broadway Books, 2006, ISBN 0-7679-2092-9 (Platz 1 auf der New York Times-Sachbuchliste).
- Kids Are Americans Too. William Morrow, 2007, ISBN 978-0-06-084676-3.
- A Bold Fresh Piece of Humanity: A Memoir. Broadway Books, 2006, ISBN 0-7679-2092-9.
- Pinheads and Patriots: Where You Stand in the Age of Obama. William Morrow, 2010, ISBN 978-0-06-195071-1.
- mit Martin Dugard: Killing Lincoln: The Shocking Assassination that Changed America Forever. Henry Holt and Co, New York 2011, ISBN 978-0-8050-9307-0.
- mit Dwight Jon Zimmerman: Lincoln’s Last Days: The Shocking Assassination that Changed America Forever. Henry Holt and Co, New York 2012, ISBN 978-0-8050-9675-0.
- mit Martin Dugard: Killing Kennedy: The End of Camelot. Henry Holt and Co, New York 2012, ISBN 978-0-8050-9666-8.
- Kennedy’s Last Days: The Assassination That Defined a Generation. Henry Holt and Co, New York 2013, ISBN 978-0-8050-9802-0.
- Keep It Pithy: Useful Observations in a Tough World. Crown Archetype, 2013, ISBN 978-0-385-34662-7.
- mit Martin Dugard: Killing Jesus: A History. Henry Holt and Co, New York 2013.
- The Last Days of Jesus: His Life and Times. Henry Holt and Co, New York 2014, ISBN 978-0-8050-9877-8.
- mit Martin Dugard: Killing Patton: The Strange Death of World War II’s Most Audacious General. Henry Holt and Co, New York 2014, ISBN 978-0-8050-9668-2.
- mit David Fisher: Bill O’Reilly’s Legends and Lies: Into the West. Henry Holt and Co, New York 2015.
- Hitler’s Last Days: The Death of the Nazi Regime and the World’s Most Notorious Dictator. Henry Holt and Co, New York 2015, ISBN 978-1-62779-396-4.
- mit Martin Dugard: Killing Reagan: The Violent Assault That Changed a Presidency. Henry Holt and Co, New York 2015.
- mit Martin Dugard: Killing the Rising Sun: How America Vanquished World War II Japan. Henry Holt and Co, New York 2016.
- mit Martin Dugard: Killing England: The Brutal Struggle for American Independence. Henry Holt and Co, New York 2017.
- mit Martin Dugard: Killing the SS: The Hunt for the Worst War Criminals in History. Henry Holt and Co., New York 2018, ISBN 978-1-250-16554-1.
- The United States of Trump: How the President Really Sees America. Thorndike Press, New York 2019, ISBN 978-1-4328-6935-9.
- mit Martin Dugard: Killing Crazy Horse: The Merciless Indian Wars in America. Henry Holt and Co., New York 2020, ISBN 978-1-62779-704-7.
- mit Martin Dugard: Killing the Mob: The Fight Against Organized Crime in America. St. Martin's Press, New York 2021, ISBN 978-1-250-27365-9.
- mit Martin Dugard: Killing the Killers: The Secret War Against Terrorists. St. Martin's Press, New York 2022, ISBN 978-1-250-27925-5.
- mit Martin Dugard: Killing the Legends: The Lethal Danger of Celebrity. St. Martin's Press, New York 2022, ISBN 978-1-250-28330-6.

## Hörbücher
- The No Spin Zone: Confrontations with the Powerful and Famous in America (Autorenlesung). Random House Audio, 2001, ISBN 978-0-553-71443-2.

## Dokumentationen
- Robert Greenwald: Outfoxed, 2004